# منتخب سلوفينيا لهوكي الجليد
منتخب سلوفينيا الوطني لهوكي الجليد هو منتخب وطني يمثل سلوفينيا في منافسات هوكي الجليد الدولية، بدأ منافساته في سنة 1992، نافس في بطولة العالم لهوكي الجليد 26 مرة، وفي الألعاب الأولمبية الشتوية مرتين، يحتل حالياً الخامس عشر على العالم.